# Android of Notre Dame
Android of Notre Dame ist ein japanischer Horrorfilm aus dem Jahr 1988. Er ist der fünfte Teil der Guinea-Pig-Reihe.

## Handlung
Ein Wissenschaftler sucht eine Heilungsmöglichkeit für die schwere Krankheit seiner Schwester. Dazu braucht er ein Versuchsobjekt (engl.: guinea pig = Meerschweinchen, im Sinne von „Versuchskaninchen“), das er von einem Fremden angeboten bekommt. Der Wissenschaftler akzeptiert und der Fremde bringt ihm einen Körper. Nachdem die ersten Experimente schieflaufen, wird der Wissenschaftler wütend und zerhackt den Körper. Danach tötet der Wissenschaftler einen Mann und macht aus dessen Kopf einen Cyborg. Der Cyborg tötet eine andere Frau und aus deren Körper schneidet der Wissenschaftler das Herz heraus, um es seiner Schwester einzupflanzen. Am Ende des Films stirbt die Schwester trotz des neuen Herzens und das Experiment des Wissenschaftlers ist endgültig gescheitert.

## Bemerkungen
Der Film ist bundesweit beschlagnahmt.